# Astocapa
Astocapa är en ort i Mexiko.   Den ligger i kommunen Astacinga och delstaten Veracruz, i den sydöstra delen av landet, 230 km öster om huvudstaden Mexico City. Astocapa ligger 2 365 meter över havet och antalet invånare är 104.
Terrängen runt Astocapa är lite bergig, och sluttar österut. Runt Astocapa är det ganska tätbefolkat, med 93 invånare per kvadratkilometer. Närmaste större samhälle är Zongolica, 18,0 km nordost om Astocapa. Omgivningarna runt Astocapa är en mosaik av jordbruksmark och naturlig växtlighet.